# Locura de amor (serie de televisión)
Locura de amor es una serie peruana producida por Del Barrio Producciones para la cadena América Televisión, basada en una historia original de Rita Solf.
Está protagonizada por Andrea Luna y Fernando Luque,  en su primer protagónico. y coprotagonizada por Nicolás Galindo y Carolina Cano. A su vez, está antagonizada por Diego Val, Rodrigo Sánchez Patiño, Stefano Buchelli, Carla Arriola y Jhoany Vegas, contando también con las actuaciones estelares de Sofía Rocha, Ricky Tosso, Carlos Victoria, Daniela Camaiora, Mayra Goñi, Luis José Ocampo, Carolina Infante y Junior Silva.
La serie se emitió durante el nexo entre la sexta y séptima temporada de la serie Al fondo hay sitio, teniendo buena recepción. Se estrenó el 16 de diciembre de 2014 y finalizó el 26 de febrero de 2015 con 47 episodios. El 27 de febrero se volvió a emitir su episodio final.

## Sinopsis
Jessi (Andrea Luna) es una joven empeñosa que ha conseguido sobresalir en su labor de publicista. Sin embargo, luego de una noche de copas, la vida de la joven dará un giro inesperado. Sin planearlo, se acostará con Xavi (Fernando Luque) y al cabo de unas semanas se enterará de que está embarazada. En tanto Xavi solo es un muchacho que quiere demostrarle a Jessi cuanto la ama.

## Reparto

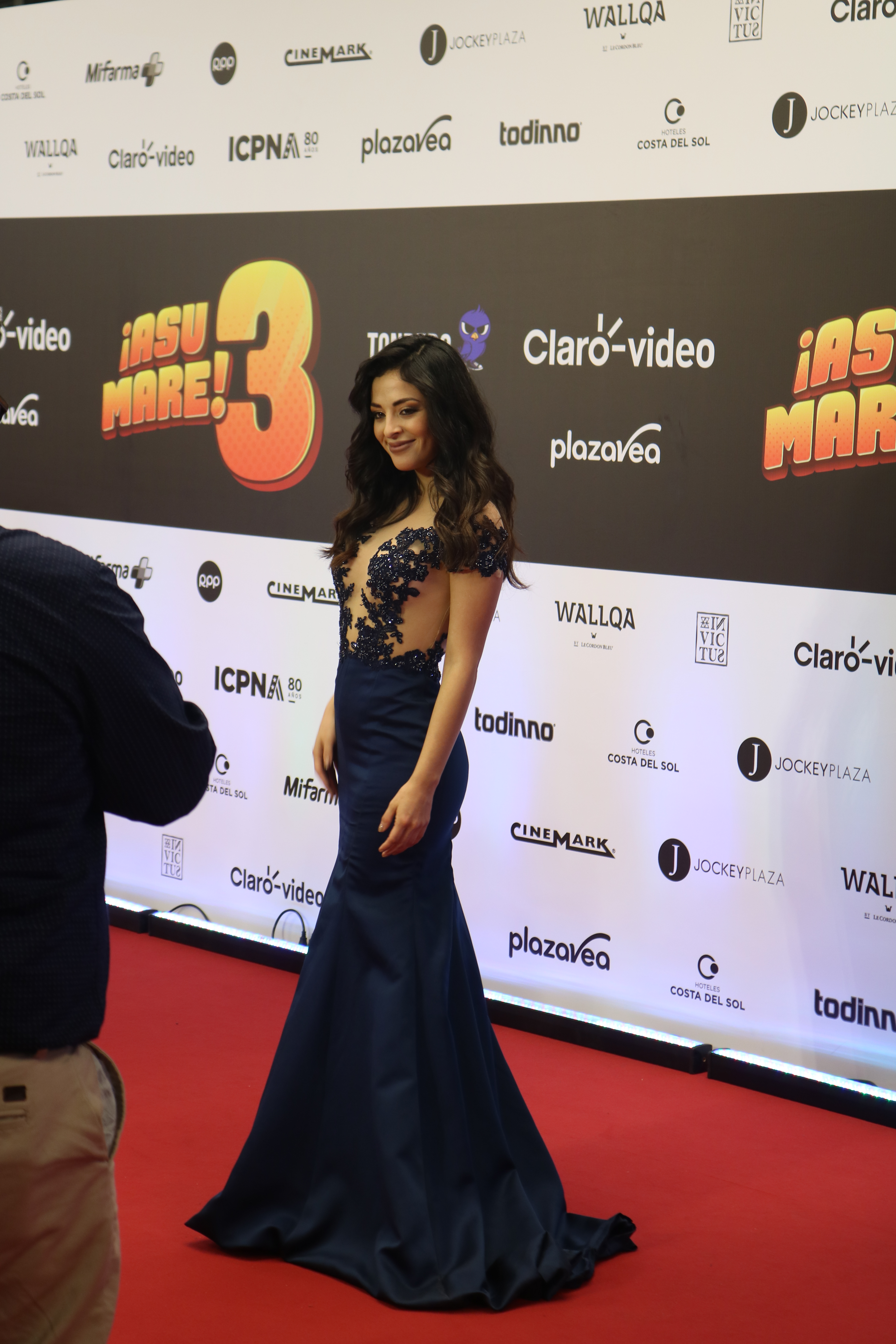
Andrea Luna es Jessi López.

### Principales
- Andrea Luna como Jessica «Jessi» López Mallqui
- Fernando Luque como Estefano Robinson Vandecar / Javier Alonso «Xavi» Santos
- Diego Val como Alaín Mata Galán
- Daniela Camaiora como Helen Goyenechea Loayza
- Carolina Cano como Bellalinda Ramos Carrillo
- Sofía Rocha como Miranda Vandercar del Castillo
- Nicolás Galindo como Carlos Antonio «Caco» Berkinson Alexander
- Rodrigo Sánchez Patiño como Julio Kimper de León
- Junior Silva como Luis Ángel «Rulo» García Vergaray
- Carolina Infante como Rebeca López Mallqui de Salas y como Jessica Viviana Mallqui Quispe de López
- Mariella Zanetti como Rubí Vergaray Maldonado
- Carla Arriola como Cristina García Vergaray
- Estefano Buchelli como Robinson de La Rosa López
- Dayiro Castañeda como Raúl Jr. Salas López
- Mayra Goñi como Mimí García Vergaray
- Luis José Ocampo como Elías Salas López
- Ricky Tosso como Nelson Santos Páucar
- Carlos Victoria como Aniceto López Ortiz
- Hertha Cárdenas como Temenuga Ortiz Sánchez Vda. de López

### Recurrentes e invitados especiales
- Haydeé Cáceres como Alejandra Paucar Tejada Vda. de Santos
- Jhoany Vegas como Miletti Fígaro
- Norka Ramírez como Rosaura
- Mijail Garvich como Dr. Velasco 1 y 2
- Gabriel Anselmi como Raúl Salas Mendoza
- Luana Aguilar como Jessica Mariana Robinson López
- Coco Limo Eyzaguirre como Alfredo Ramírez del Espinal

### Mencionados
- Estefano Robinson López
- Luis Rodolfo Goyenechea García
- Luis Miguel García Morales
- Luciano Goyenechea Villar
- Jimena Loayza Román de Goyenechea
- Felipe Arturo Robinson de La Torre
- Detective Mendoza
- Elías Alberto Salas García
- Angélica Felestina Morales Huaytan Vda. de García
- Luis Aníbal García López
- Carlos Alejandro Berkinson Mendoza
- Alejandra Carolina Alexander Romero de Berkinson
- Carlos Apolinario Berkinson Ramos
- Prinsetarios del penal
- Compañeros de celda de Julio
- Tiburón jefe del pabellón
- Cómplices del padrino
  - Piraña Cordero
  - Cuchillador
- Cuchilladora jefa del penal Santa Mónica

## Banda sonora
- «Locura de amor» – Rio
- «Tal como eres» – José Bracamonte
- «Los dos» – Rommy Marcovich
- «Quiero estar contigo» – Nano Morris
- «Muero por tus besos» – Arturo Mas
- «Sin control» – Urban Club
- «No lo sé» – Aliados
- «Aquella noche» – Álvaro Rodríguez
- «La que me gusta» – Los Amigos Invisibles

## Recepción
En su primer episodio, la serie alcanzó los 29.7 puntos de audiencia.

## Teledifusión
Además de su emisión por América Televisión, la serie se emitió mediante repeticiones por la cadena de televisión América Next, propiedad del Grupo ATV cuya programación se basaba en programas antiguos de América TV. Con el cierre del canal y su reemplazo a Global Televisión en diciembre de 2019, la serie continuó al aire hasta su final.
Fuera de Perú, la serie se estrenó en varios países como Bolivia en donde se difundió por la cadena de televisión Unitel.